# Magyarkeszi
Magyarkeszi là một thị trấn thuộc hạt Tolna, Hungary. Thị trấn này có diện tích 38,16 km², dân số năm 2010 là 1233 người, mật độ 32 người/km².